# Stazione di Salerno
La stazione di Salerno è una stazione ferroviaria a servizio della città di Salerno e ne costituisce il principale scalo ferroviario.

## Storia
La stazione è stata inaugurata nel 1866.
Il fabbricato viaggiatori è originario del 1866 nonostante i bombardamenti subiti dalla città nel 1943 durante la seconda guerra mondiale.
Il 14 gennaio 1902, con l'attivazione della linea per Mercato San Severino, divenne stazione di diramazione.
Dal 2009, anno di introduzione dell'alta velocità in Italia, la stazione diventa il capolinea meridionale dei treni Frecciarossa e Italo, (anche se, al 2024, alcuni treni alta velocità proseguono verso sud utilizzando la linea tradizionale) che la collegano giornalmente a Milano, Torino e Venezia. Il 18 aprile 2012 è stato inaugurato e aperto il FrecciaClub, che sostituisce la vecchia sala d'attesa, mentre il 20 agosto 2012 è stata aperta la biglietteria di Italo, "Casa Italo".

## Strutture e impianti

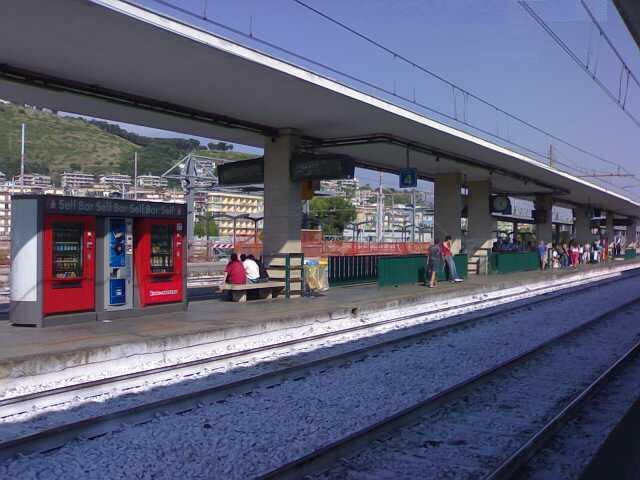
Banchina di stazione

La stazione dispone di un fabbricato viaggiatori su più livelli: al livello stradale ci sono i servizi dedicati ai viaggiatori, quali le biglietterie di Trenitalia e Italo, il FrecciaClub, edicola, agenzia di viaggio, bar e ristorante, mentre al piano superiore sono presenti gli uffici di Trenitalia.
Per il servizio passeggeri, la stazione dispone in totale di 11 binari, dei quali:
- 3 sono binari tronchi, posti in direzione Napoli, denominati 1 TR, 2 TR e 3 TR ed utilizzati esclusivamente per i servizi metropolitani sulla linea storica: per accedere a tali binari, è necessario percorrere il marciapiede del binario 1 in direzione nord;
- 8 sono binari passanti utilizzati per il servizio sulle altre direttrici e numerati dall'1 al 7: quest'ultimo binario è dotato di doppio CdB con denominazione 7 Nord e 7 Sud e consente di ospitare, contemporaneamente, partenze ed arrivi di due convogli diretti, generalmente, rispettivamente sulla Circumsalernitana e sulla metropolitana di Salerno.

Il piano binari è composto da quattro banchine collegate tramite due sottopassaggi (uno lato Napoli e uno lato Battipaglia) ed è accessibile sia tramite scale fisse sia tramite ascensori. Inoltre, sono presenti altri binari, sia tronchi che passanti, adibiti al ricovero di locomotive e carri non utilizzati: nella stazione infatti è anche presente una rimessa.
Nei primi mesi del 2018 si sono svolti alcuni lavori riguardanti il rialzamento a 55 cm (standard per i servizi metropolitani) del marciapiede del binario 1.

## Movimento
La stazione è servita da numerosi collegamenti a lunga percorrenza svolti da Trenitalia e Italo e dai treni regionali e metropolitano svolti anch'essi da Trenitalia, nell'ambito del contratto di servizio stipulato con la Regione Campania, nonché dai collegamenti del servizio ferroviario metropolitano di Salerno e della Circumsalernitana. Il traffico passeggeri annuale è di 6.500.000 persone, con un traffico passeggeri giornaliero pari a circa 17.000 persone.

## Servizi
La stazione è classificata da Rete Ferroviaria Italiana "Gold" e dispone dei seguenti servizi:
- Biglietteria a sportello;
- Biglietteria automatica;
- Posto di Polizia ferroviaria;
- Bar;
- Ristorante (Chef Express);
- Edicola;
- Annuncio sonoro treni in arrivo, in partenza e in transito;
- Servizi igienici (a pagamento);
- Ufficio informazioni turistiche;
- Deposito bagagli con personale;
- Sottopassaggio pedonale;
- Fermata autolinee urbane, interurbane e universitarie (Salerno Stazione);
- Capolinea autobus servizio sostitutivo, Salerno AirLink e Freccialink;
- Parcheggi di superficie.

## Interscambi
Nel piazzale esterno della stazione fermano gli autobus di Busitalia Campania.
- Fermata autobus
- Stazione taxi

Fra il 1911 e il 1937 presso la stazione si attestavano altresì le corse della tranvia Salerno-Pompei, esercita dalla società Tranvie Elettriche della Provincia di Salerno (TEPS), presso l'anello che fungeva altresì da capolinea per alcuni servizi tranviari urbani.